# 二氯化苄
二氯化苄是一种具有分子式：C6H5CHCl2的有机化合物。
这种化合物是一种催泪剂，常用于有机合成中的结构片段。 
二氯化苄可通过苯和氯气发生自由基反应制备，其过程还可以产生苄基氯和三氯甲苯：
C6H5CH3  +  Cl2   →  C6H5CH2Cl +  HCl
C6H5CH2Cl  +  Cl2   →  C6H5CHCl2  +  HCl
C6H5CHCl2  +  Cl2   →  C6H5CCl3  +  HCl
二氯化苄通过水解反应可以得到苯甲醛：
C6H5CHCl2  +  H2O   →  C6H5CHO  +  2 HCl